# Davīl
Davīl (persiska: دَويل, دُويل, دویل) är en ort i Iran.   Den ligger i provinsen Ardabil, i den nordvästra delen av landet, 400 km nordväst om huvudstaden Teheran. Davīl ligger 1 508 meter över havet och antalet invånare är 184.
Terrängen runt Davīl är varierad. Runt Davīl är det ganska tätbefolkat, med 120 invånare per kvadratkilometer. Närmaste större samhälle är Ābī Beyglū, 17,8 km norr om Davīl. Trakten runt Davīl består i huvudsak av gräsmarker.